# Minniza exorbitans
Minniza exorbitans är en spindeldjursart som beskrevs av Beier 1965. Minniza exorbitans ingår i släktet Minniza och familjen Olpiidae. Inga underarter finns listade i Catalogue of Life.